# Automóviles Victoria
S.A. Automóviles Victoria war ein spanischer Hersteller von Automobilen.

## Unternehmensgeschichte
Das Unternehmen aus Barcelona begann 1905 mit der Produktion von Automobilen. 1908 endete die Produktion. Es bestand keine Verbindung zu Victoria aus Madrid.

## Fahrzeuge
Das Unternehmen bot drei verschiedene Modelle an. Der 4 HP verfügte über einen Zweizylindermotor. 16 HP und 18 HP hatten einen Vierzylindermotor mit 20 bis 24 PS. Die Fahrzeuge wurden auch bei Autorennen eingesetzt.